# Jin-Roh: The Wolf Brigade
Jin-Roh (人狼, Jinrō) lit. "Home llop"), també coneguda com Jin-Roh: The Wolf Brigade en el seu llançament nord-americà, és una pel·lícula d'acció de thriller polític anime japonesa del 1999 dirigida per Hiroyuki Okiura (en el seu debut com a director) i escrita per Mamoru Oshii. Basada en el primer capítol del volum 1 del manga d'Oshii Kerberos Panzer Cop, és la tercera pel·lícula (primera cronològicament) de la Kerberos Saga després de la Kerberos de 1987 The Red Spectacles i StrayDog: Kerberos Panzer Cops de 1991, i és l'única pel·lícula totalment animada de la saga.
Jin-Roh està ambientat en un Japó de postguerra autoritari de la història alternativa de la saga on l'Alemanya nazi va guanyar la Segona Guerra Mundial, ocupa el Japó (membre dels Aliats en aquesta línia de temps), i finalment desnazificat de nou a la República de Weimar. Alemanya intenta globalitzar i modernitzar el Japó amb un nou govern, però augmenta la pobresa i l'estratificació de classes que condueix a malestar civil i a l'ascens de "la secta", un grup antigovernamental terrorista d'esquerra. Amb la policia habitual incapaç de fer front a l'activitat terrorista, el govern japonès forma la Policia de la capital paramilitar i la seva Guarnició armada especial "Kerberos", una unitat tàctica policial d'elit fortament armada contraterrorista equipada amb exoesquelets motoritzats anomenats "Protect Gears". Jin-Roh segueix a Kazuki Fuse, membre de Kerberos, que després de presenciar un jove terrorista que li van ordenar que s'executi en un atemptat suïcida, coneix Kei Amemiya, que diu ser la germana de la noia; la seva relació es desenvolupa enmig d'una violenta rivalitat entre serveis entre Kerberos i la Divisió de Seguretat Pública, la unitat d'intel·ligència de la Policia de la Capital.
La pel·lícula es va estrenar el 17 de novembre de 1999 a França i el 3 de juny de 2000 al Japó. Bandai Entertainment i Viz Media van concedir la llicència de la pel·lícula per a una estrena en anglès a Amèrica del Nord i Europa. Discotek Media ha revisat la llicència a Amèrica del Nord, amb un DVD llançat el 29 d'abril de 2014 seguit d'un Blu-ray el 27 de gener de 2015. Un remake coreà en imatge real, Illang: The Wolf Brigade, es va llançar el 2018, amb un ambient diferent i personatges canviats de nom, però en gran part la mateixa premissa i esdeveniments argumentals.

## Argument
En una altra Tòquio de la dècada de 1950, l’Autopolicia respon a un motí a Akasaka que s'escalfa en violència. Als desguassos de sota, els membres de la Secta entreguen còctels molotov i metrallas als amotinats, ajudats per Nanami Agawa, un jove missatger de la "Caputxeta Vermella" de la Secta. Quan diversos agents de la policia antidisturbis es veuen incapacitats per una càrrega de cartera proporcionada per la secta, l'autopolicia s'enfronta als amotinats, mentre que la policia de la capital desplega la guarnició armada especial "Kerberos" per neutralitzar la cèl·lula de la secta i destruir els seus explosius. Kazuki Fuse, membre de Kerberos, s'enfronta a Nanami mentre intenta escapar, però es congela quan se li ordena executar-la en lloc d'atrapar-la. En lloc de rendir-se, la Nanami detona la seva càrrega de cartera, matant-se i provocant una apagada elèctrica que fa que l'Autopolicia perdi el control de la situació anterior. L'incident danya la reputació d'en Kerberos i afecta profundament en Fuse, que és recriminat per la seva inacció i condemnat a refer l'entrenament amb l'instructor militar Hachiroh Tohbe.
Un Fuse penedit, que actua sobre la informació del seu amic, el cap de Seguretat Pública Atsushi Hemni, visita la tomba de Nanami i coneix Kei Amemiya, una noia que diu ser la germana gran de Nanami i que no el fa responsable de la seva mort; ràpidament desenvolupen un vincle. No obstant això, Kei revela no ser la germana de Nanami, sinó un antic missatger de la "Caputxeta Vermella" obligat a actuar en nom de la Seguretat Pública, que pretenen dissoldre Kerberos i fusionar-se amb l'Autopolicia per canviar les seves estratègies antiterroristes de la força bruta a la intel·ligència. La Seguretat Pública intenta utilitzar Kei per provocar Fuse al museu amb l'objectiu de desacreditar en Kerberos, però ell s'hi cola, incapacita els agents de Seguretat Pública i s'escapa amb Kei, evadint l'Autopolicia. Kei revela el seu paper en la decepció i suggereix que fugin junts, però en Fuse insisteix a quedar-se, i s'enamoren.
Fuse i Kei busquen refugi a les mateixes clavegueres després del tiroteig, i es troben amb membres de "Jin-Roh" ("Brigada del llop"), un grup secret de contraintel·ligència encapçalat per Tohbe i Hajime Handa que protegeix Kerberos d'amenaces organitzatives com la seguretat pública. Li proporcionen a Fuse un MG 42 i un conjunt complet de Protect Gear, i revelen que sabien del paper de la Kei i que consideren la seva prova viva de la conspiració de la Seguretat Pública, abans de marxar amb Kei. Arriben equips de forces especials de Seguretat Pública liderats per Hemni, després d'haver seguit un dispositiu de seguiment amagat a la bossa de Kei, però en canvi troben un Fuse totalment blindat, que mata els equips de Seguretat Pública en un tiroteig i acaba amb Hemni ferit de mort en un duel.
En Fuse es reuneix amb Kei i Jin-Roh en unes deixalles, però es distreu quan se li ordena que mati la Kei per assegurar-se que mai sigui capturada per la Seguretat Pública. Kei abraça en Fuse i, tristament, recita el diàleg de la Caputxeta Vermella, descrivint l'aspecte grotesc del llop disfressat d'ésser estimat, abans que en Fuse dispari i mati en Kei. Horroritzat pel que havia de fer, però ara havent sacrificat la seva humanitat, Fuse té una crisi i se sent un tret. En algun lloc proper, un franctirador es retira, i Tohbe compara solemnement el destí de Kei amb la desaparició de la Caputxeta Vermella i el triomf del llop.

## Repartiment
- Yoshikatsu Fujiki (Michael Dobson a la versió anglesa) com a Kazuki Fuse (伏 一貴, Fuse Kazuki)
- Sumi Mutoh (Moneca Stori a la versió anglesa) com a Kei Amemiya (雨宮圭, Amemiya Kei)
- Hiroyuki Kinoshita (Colin Murdock a la versió anglesa) com a Atsushi Henmi (辺見敦, Henmi Atsushi)
- Eri Sendai (Maggie Blue O'Hara a la versió anglesa) com a Nanami Agawa (阿川 七生, Agawa Nanami)
- Kenji Nakagawa (French Tickner a la versió anglesa) com a Isao Aniya (安仁屋 勲, Aniya Isao)
- Kousei Hirota (Dale Wilson a la versió anglesa) com a Bunmei Muroto (室戸文明, Muroto Bunmei)
- Ryuichi Horibe (Ron Halder a la versió anglesa) com a Shiroh Tatsumi (巽 志郎, Tatsumi Shirō)
- Yukihiro Yoshida (Michael Kopsa a la versió anglesa) com a Hajime Handa (半田元, Handa Hajime)
- Yoshisada Sakaguchi (Doug Abrahams a la versió anglesa) com a Hachiroh Tohbe (塔部 八郎, Tōbe Hachirō)
- Tamio Ōki com a Capo Officer (自治警幹部, Jichikei kanbu)

## Producció
Mamoru Oshii havia volgut crear el que finalment es va convertir en Jin-Roh uns anys abans. Estava previst que fos el tercer i últim llargmetratge d'imatge real de la trilogia Kerberos, però la seva producció no va ser possible fins al 1994, mentre Oshii ja estava treballant a Ghost in el Shell. Com que no va poder produir dues pel·lícules al mateix temps, però tampoc volia que ningú més dirigís el seu darrer episodi, Oshii va decidir que el tercer episodi seria un anime, a diferència de les produccions d'imatge real utilitzades per a The Red Spectacles i StrayDog.
El projecte es va presentar originalment com una Original Video Animation de sis capítols, ja que Oshii sabia que Bandai Visual estava interessada a que fes una sèrie per a ells i el seu Kerberos Panzer Cop'. El manga estava format per sis capítols. Quan va proposar el projecte a Bandai Visual en una reunió, li van demanar que dirigís Ghost in the Shell, però tanmateix va donar llum verda a la sèrie per a la preproducció. La producció finalment es va convertir en un llargmetratge després de l'èxit internacional de Ghost in the Shell, ja que Manga Entertainment volia un èxit similar i va veure potencial a  'Kerberos Panzer Cop després que el manga s'hagués publicat a Occident com a Hellhounds.
Després d'abandonar de mala gana el paper de director, Oshii es va plantejar a qui lliurar el projecte. Originalment va buscar el director d'animació de Patlabor 2: The Movie, Kazuchika Kise, però en aquell moment no tenia cap interès en la direcció principal. Després va comprometre Jin-Roh com a pel·lícula de debut amb un jove col·laborador de confiança, Hiroyuki Okiura, que havia treballat amb Oshii en pel·lícules d'animació com Ghost in the Shell i Patlabor 2'.Oshii el va considerar el candidat més capaç entre el personal més jove de l'estudi, i tant Production IG com Bandai Visual, coneixent les seves ambicions de direcció. i el seu interès per crear un drama seriós, volia que fes el seu debut amb ells.
Oshii volia almenys que se li confiés el guió, ja que la perspectiva de treballar amb Okiura va canviar la seva reticència anterior a només escriure pel·lícules. Això no estava originalment en els plans de Bandai per a la pel·lícula, però Oshii esperava que Kazunori Itō, el seu guionista habitual, rebutgés la seva oferta, ja que anteriorment li havia dit que no volia escriure una història en què els gossos seguissin el seu treball per a la pel·lícula The Red Spectacles; després de fer-ho, se li va oferir el paper. Finalment, encara va trobar l'experiència frustrant tant durant el procés d'escriptura ("En el moment que escrius, vols dirigir") i després d'adonar-se que el resultat seria inevitablement molt diferent del que imaginava al seu cap. Sense cap control creatiu sobre el procés, va optar per distanciar-se de la producció d'animació mentre esperava amb interès el producte final.
Okiura va afavorir l'animació tradicional i, per tant, la pel·lícula es va dibuixar gairebé completament a mà, requerint 80.000 cels. Oshii, qui es va caracteritzar com "al·lèrgic als ordinadors", va admetre que si hagués dirigit la pel·lícula, hauria confiat en l'animació per ordinador tal com ho va fer a Ghost in the Shell i no haurien estat necessaris més de 30.000 cels. Tot i així, el celwork posteriorment es va processar mitjançant el programari Animo per millorar alguns efectes visuals, textures i treball de càmera.
La partitura musical de la pel·lícula va ser composta per Hajime Mizoguchi.

## Llançament
Jin-Roh es va veure per primera vegada al circuit de festivals de cinema de principis de 1999, inclosos el 49è Festival Internacional de Cinema de Berlín i al 19è Fantasporto al febrer. Posteriorment es va mostrar al Marché du Film de Canes, que presumiblement va aconseguir la seva estrena al cinema francès el 17 de novembre. La preestrena japonesa de la pel·lícula va tenir lloc el 19 de juny al teatre Roppongi 20th Century Films.

## Mitjans

### Mitjans impresos
- Juny de 2000: Jin-Roh Behind Of The Screen (llibre de creació oficial)

Text japonès, Mamoru Oshii, Production I.G, ISBN 4-04-853219-7
- Setembre de 2000: Jin-Roh Maniaxx' (llibre de revista)

text japonès, Mamoru Oshii, Kadokawa Shoten, ISBN 4-87892-192-7
- Desembre de 2000: Jin-Roh Screenboard Book (storyboard oficial)

Text japonès, 522 p., Hiroyuki Okiura, Production I.G
L.E. DVD set only

### Banda sonora
- Juny de 2000: Jin-Roh Original Motion Picture Soundtrack (CD)

Hajime Mizoguchi feat. Gabriela Robin, Orquestra Filharmònica Txeca, Victor Entertainment VICL-60569
- Març de 2002: Jin-Roh: The Wolf Brigade Sound Track (CD)

Bandai Entertainment
L.E. DVD set only

## Recepció
Un primer comentari sobre la pel·lícula va ser fet per l'animador de Blue Sky André Mazzone, a qui es va mostrar la pel·lícula el maig de 1999 com a part d'una delegació de l'estudi a la seu de Production IG. La va elogiar per la bellesa de la seva animació i dissenys de personatges i els "girs subtils i astuts" de la història, i va comentar que els diferents enfocaments de la producció van significar que els directors es van alliberar de la necessitat d'atraure a un públic objectiu ampli i van permetre tenir molt control creatiu més gran que a les funcions d'animació de Hollywood, afavorint les produccions sofisticades per les quals era conegut l'anime.
El mes següent, la pel·lícula es va mostrar al Marché du Film de Cannes, on Derek Elley de Variety la va assenyalar per portar l'animació cel fins als seus límits a les escenes d'acció i per l'enfocament d'Okiura en la quietud entremig mentre el considera un treball menys complex que la seva predecessora Ghost in the Shell no té els seus "moments visionaris que s'agiten l'estómac".
Hyper elogia la pel·lícula per la seva "direcció d'art i el disseny de personatges, que són bells exemples d'animació dibuixada a mà i la música s'adapta a l'acció (o la seva manca) de manera brillant. No obstant això, critica el "ritme lent i deliberat" de la pel·lícula. Helen McCarthy a 500 Essential Anime Movies va anomenar l'anime "de visió obligada" i va elogiar la partitura i el disseny, comentant "algunes escenes d'una composició impressionant".

### Premis
| Festival                                             | Any  | Resultat  | Premi                                                      | Categoria                    |
| ---------------------------------------------------- | ---- | --------- | ---------------------------------------------------------- | ---------------------------- |
| FanTasia                                             | 1999 | 2a        | Millor pel·lícula asiàtica                                 | Millor pel·lícula asiàtica   |
| Fantasporto                                          | 1999 | Guanyador | Premi Secció Fantasia                                      | Millor pel·lícula – Animació |
| Fantasporto                                          | 1999 | Guanyador | Premi Especial del Jurat Internacional de Cinema Fantastic | Premi Especial del Jurat     |
| Fantasporto                                          | 1999 | Nominat   | Premi Internacional de Cinema Fantastic                    | Millor pel·lícula            |
| Festival Internacional de Cinema Fantàstic de Yubari | 2000 | Guanyador | Premi Minami Toshiko                                       | Competició Internacional     |
| Premis de Cinema Mainichi                            | 2000 | Guanyador | Premis de Cinema Mainichi                                  | Millor pel·lícula d’animació |
| Japanese Professional Movie Awards                   | 2001 | Guanyador | Premi especial                                             | Premi especial               |

## Remake
Un remake d'imatge real de Corea del Sud titulat Illang: The Wolf Brigade, dirigit per Kim Jee-woon, actualitza l'escenari d'un Japó alternatiu dels anys 50 a un distòpic de mitjan Corea del Sud dels anys 2020, on la trama gira al voltant dels plans per a la reunificació de Corea. La pel·lícula és protagonitzada per Gang Dong-won, Han Hyo-joo i Jung Woo-sung, i es va estrenar el 15 de juliol de 2018.